# Costa d'Argento (Francia)

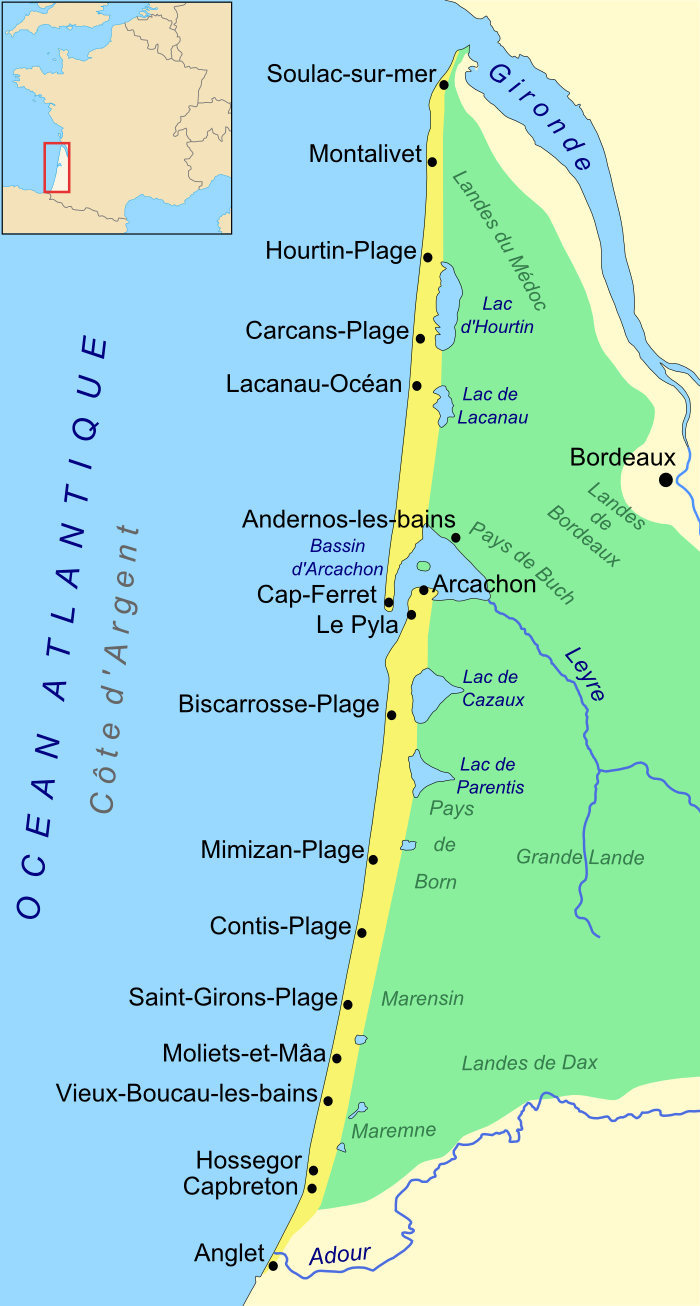
La Costa d'Argento

La Costa d'Argento (Côte d'Argent in lingua francese) è una regione costiera francese che si estende dall'estuario della Gironda fino al Cap Ferret, estremità meridionale dell'omonima penisola, riprendendo poi dalla parte opposta al capo, la duna di Pilat, fino all'estuario dell'Adour, porta della costa basca. Il nome gli venne assegnato all'inizio del XX secolo da un giornalista francese, Maurice Martin.

## Descrizione
Appartenente interamente alla regione francese della Nuova Aquitania, si suddivide nei due dipartimenti della Gironda e delle Landes. Si tratta di una costa rettilinea, sabbiosa, bagnata dall'Oceano Atlantico, che vi si frange con potenti marosi, facendo la gioia dei surfisti. Essa è delimitata da alte dune, stabilizzate verso terra da foreste di pini marittimi, che ospitano laghi e stagni. La sabbia portata dal mare va da 15 a 18 m³ per metro di costa e per anno solare. In questa zona sono presenti numerosi centri balneari.

### Comuni (da nord a sud)
Dipartimento della Gironda
- Soulac-sur-Mer
- Vendays-Montalivet
- Hourtin
- Carcans
- Lacanau
- Le Porge
- Lège-Cap-Ferret
- Arcachon
- La Teste

Dipartimento delle Landes
- Biscarrosse
- Mimizan
- Saint-Julien-en-Born
- Lit-et-Mixe
- Vielle-Saint-Girons
- Moliets-et-Maa
- Messanges
- Vieux-Boucau-les-Bains
- Soustons
- Seignosse
- Soorts-Hossegor
- Capbreton
- Labenne
- Ondres
- Tarnos